# Tupi (taal)
Tupi of Toepi is een taalfamilie die wordt gesproken in Zuid-Amerika, voornamelijk Brazilië.
Enkele woorden uit het Tupi die – al dan niet via andere talen – in het Nederlands terecht zijn gekomen zijn: ai, cashew(noot), cayenne(peper), guave, piranha, tapir, ananas en toekan.